# Головачёв, Виктор Филиппович
Головачёв, Ви́ктор Фили́ппович (1821—1904) — русский морской историк.

## Биография
Окончил Морской корпус офицером в 1838, ходил по Чёрному и Балтийскому морям; в 1845 переименован из лейтенантов в штабс-капитаны и назначен преподавателем математики в Московский кадетский корпус.
В 1848 вышел по болезни в отставку, в 1852 поступил в Императорскую Публичную библиотеку с переименованием в титулярного советника; затем служил по министерству двора, в 1860 оставил и эту службу.
В 1868 занял должность переводчика в учёном отделении Морского технического комитета. Давно уже работая в журнале «Морской сборник», в 1879 был назначен помощником редактора. Произведенный в действительные статские советники, в 1884 вышел в отставку и уехал за границу.
В 1899 вернулся в Россию и умер в 1904.

## Труды
Многолетняя литературная деятельность Головачёва была посвящена почти исключительно морскому делу и, главным образом, истории флота. Перу его принадлежат, между прочим, следующие труды в «Морском сборнике» и других повременных изданиях:
- «Норманны в Америке»;
- «Военно-судное дело, производившееся на английском корабле в Портсмуте»;
- «Финляндская коммерция и коммерческий флот в 1863 г.»;
- «Действия русского флота в войне со шведами в 1788—90 гг.»;
- «История Севастополя, как русского порта»;
- «Чесменское сражение в его политической и стратегической обстановке и русский флот в 1769 г.»;
- «О значении флота для России на основании истории»;
- ряд очерков по англо-бурской и русско-японской войнам в «Морском сборнике» и многие другие.